# Akira Komata
Akira Komata (japanisch 古俣 聖, Komata Akira; * 31. Januar 1998 in der Präfektur Niigata) ist ein japanischer Degenfechter.

## Erfolge
Akira Komata begann im Alter von fünf Jahren mit dem Fechten und gab sein internationales Debüt im Jahr 2016 beim Weltcup in Bern. 2022 gelangen dem Rechtshänder seine ersten internationale Medaillengewinne, als er bei den Asienmeisterschaften in Seoul im Einzelwettbewerb den zweiten Platz belegte. Im Finale war er seinem Landsmann Kōki Kanō unterlegen. Im Mannschaftswettbewerb belegte er zusammen mit Kōki Kanō, Ryū Matsumoto und Masaru Yamada zudem Rang drei, nachdem die Mannschaft im Halbfinale knapp an Usbekistan mit 35:36 gescheitert war. Ein Jahr darauf wurde er bei den Asienmeisterschaften in Wuxi nach einer 11:12-Halbfinalniederlage gegen den Chinesen Yu Lefan Dritter im Einzel, während ihm mit der Mannschaft der Titelgewinn gelang. Die Mannschaft, die im Finale Kasachstan deutlich mit 45:25 schlug, war dabei personell unverändert zur Teilnahme 2022. Im selben Jahr wurden, mit einem Jahr Verzögerung, die Asienspiele 2022 in Hangzhou ausgetragen. Wie schon bei den Asienmeisterschaften 2022 erreichte Komata das Gefecht um die Goldmedaille, in dem er auf Kōki Kanō traf und erneut unterlag. Zusammen mit Kanō, Ryū Matsumoto und Masaru Yamada sicherte er sich im Mannschaftswettbewerb hingegen die Goldmedaille. Mit 36:35 setzten sich die Japaner knapp gegen ihren Finalgegner aus Kasachstan durch.
2024 folgten weitere Medaillengewinne bei den Asienmeisterschaften in Kuwait. Im Einzel belegte er nach einer 9:10-Halbfinalniederlage gegen Ng Ho Tin aus Hongkong ein weiteres Mal den dritten Platz. Mit der japanischen Mannschaft, zu der neben ihm noch Kōki Kanō, Masaru Yamada und Kazuyasu Minobe gehörten, unterlag er im Finale Kasachstan dieses Mal mit 34:40. Bei den Olympischen Spielen 2024 in Paris wurde Komata nicht für das Einzel nominiert und startete lediglich im Mannschaftswettbewerb. Gemeinsam mit Kanō, Minobe und Yamada bezwang er im ersten Gefecht Venezuela mit 39:33. Auch das Halbfinale gegen Tschechien wurde mit 45:37 gewonnen, sodass die Japaner ins Finale gegen Ungarn einzogen. Mit 25:26 unterlagen sie der ungarischen Équipe knapp und gewannen damit die Silbermedaille.
Komata studierte Rechtswissenschaften an der Chūō-Universität. Sein Vater Haruhisa Komata nahm an den Fechtweltmeisterschaften 1981 teil, seine Schwester Shiori Komata ist ebenfalls Fechterin. Sie gewann Bronze bei den Asienspielen 2018 in Jakarta.